# QuteCom
QuteCom (precedentemente noto come OpenWengo) è una comunità appassionata di software libero. La comunità OpenWengo è sponsorizzata da Wengo, un provider SIP.
Il primo e più rilevante programma prodotto da OpenWengo è WengoPhone Classic, un client VoIP compatibile con il protocollo SIP. Attualmente sono in sviluppo anche altri progetti di software libero, tra i quali c'è WengoPhone NG (Next Generation), conosciuto in passato con il nome "Picard", che sarà una versione migliorata e riveduta di WengoPhone Classic.
OpenWengo ha messo di recente a disposizione anche un'estensione per Firefox di WengoPhone, la quale permette di effettuare chiamate direttamente dal browser web. Questa estensione è disponibile per le piattaforme Microsoft Windows, macOS e Linux, anche se per quest'ultima le fasi di sviluppo vanno un po' a rilento.

## Obiettivi
L'obiettivo della comunità OpenWengo è di definire un punto di incontro amichevole e piacevole, ma anche produttivo, per lo sviluppo di software libero relativamente alle tecnologie VoIP. Per questo, sono benvenuti sia gli entusiasti che chi desidera contribuire a questo obiettivo.

## WengoPhoneNG
WengoPhone v2 è disponibile per MS Windows XP/2000, Linux e Mac OS X. Permette chiamate classiche e in conferenza con 3 utenti, supporta l'Instant Messaging, implementa la libreria libgaim, può connettersi a MSN Messenger, ai network che si basano sul protocollo OSCAR come AIM o ICQ, ai network che si basano su XMPP come Google Talk ed ai network di Yahoo! Messenger.

## WengoPhone per Firefox
WengoPhone è disponibile anche come estensione per Mozilla Firefox (versione 1.5).

## WengoPhone
Con WengoPhone è possibile chiamare altri utenti WengoPhone, oppure è possibile effettuare chiamate a telefoni fissi o su rete mobile dopo che si è effettuato l'acquisto di un credito. È inoltre possibile effettuare chiamate dal servizio SIP di Wengo, verso altri provider che forniscano un servizio basato sugli standard.